# Gianluca Grignani
Gianluca Grignani (Milán, Lombardía, 7 de abril de 1972) es un cantautor, guitarrista, productor discográfico y músico italiano.

## Biografía
Creció en la periferia norte de la metrópolis Lombarda, se traslada a Brianza a la edad de 17 años. Desde joven comienza a escribir canciones (influenciado por grupos como The Beatles y The Police, también por el cantautor italiano Lucio Battisti) y toca en su pequeño ámbito local.
Fue crucial su encuentro artístico con Massimo Luca, guitarrista y productor, que lo propone a las grandes empresas discográficas. En 1994, Polygram lo presenta al público de Festival de San Remo con el sencillo «Mi historia entre tus dedos». A los pocos meses se da a conocer entre las nuevas propuestas para el festival con el gran éxito de Destinazione Paradiso. En 1995 lanza su álbum debut, Destinazione Paradiso, que vende dos millones de copias en un año, con lo cual se lanza definitivamente a la conquista del mercado sudamericano, mientras Telegattocome lo llama «Artista revelación».
En 1995 la poética inquieta de Grignani se consagra con el estrepitoso éxito obtenido en el Festival de San Remo con la canción «Destinazione Paradiso» (Destino Paraíso). Gianluca hace su álbum Destinazione Paradiso, que contiene también la canción tan amada por sus seguidores «Falco a metà» (Halcón a medias), y en el transcurso de un año entre la conquista de Italia y Sudamérica llega a vender dos millones de copias. Un debut tan estrepitoso tiene como lógica consecuencia la conquista del Telegatto como artista revelación del año.
El cantautor milanes tiene una personalidad fuerte, una inteligencia vivaz y un talento artístico que no se deja frenar, así pues en 1996 sorprende a todos los que se esperaban un clon de Destinazione Paradiso, publicando el álbum Fabbrica di plastica (Fabrica de plástico) que representa una auténtica revolución para el mercado discográfico italiano; se trata de un disco rock experimental con una rítmica y arreglos interesantes. Fabbrica di plastica, es un disco de culto que continua vendiéndose, también es innovador al comenzar con la portada de la edición limitada, en donde cada copia tiene una combinación de colores diferentes haciéndola una copia única en el plano gráfico.
Tres discos en tres años son el signo de una vena creativa irrefrenable: Grignani continúa en su proceso de maduración con el disco Campi di popcorn (Campos de popcorn) de 1997. Grabado en Nueva York y completamente producido por él mismo, este disco es testigo de la búsqueda de un camino artístico personal: las doce canciones del disco son diferentes entre ellas en el sonido y en el enfoque lírico, y sin embargo mantiene una total coherencia en el fondo.
En 1999 Gianluca Grignani vuelve a ser protagonista del Festival de Sanremo con la canción «Il giorno perfetto» (El día perfecto), que se vuelve luego el título de un disco que recorre estos años intensos a través de una mezcla interesante de versiones acústicas, en vivo e inéditas; este, se vuelve rápidamente otro disco de culto. En el verano de 2000 sale el cuarto disco Sdraiato su una nuvola (Recostado en una nube), concebido en la India es el más introspectivo de Grignani, que escribe todas las canciones y casi todos los instrumentos; en él conviven melodías sinuosas y aperturas armónicas. Gianluca escala los vértices de las clasificaciones de venta con los sencillos «Speciale» (Especial) y «Le mie parole» (Mis palabras).
La tercera participación en el Festival de Sanremo con «Lacrime dalla Luna» (Lágrimas de la luna) es el preludio a la salida del quinto disco Uguali e diversi (Iguales y distintos), que en 2002 entra directamente al número uno de popularidad y permanece por muchas semanas entre los discos más vendidos gracias a cinco hits radiofónicos: «Lacrime dalla Luna», «Uguali e diversi», «L'estate» (El verano), «Lady Miami» y sobre todo «L'aiuola», que se vuelve la canción más sonada del verano gracias a un arreglo enganchador y por lo mismo inusual, que permanecerá único en el repertorio de Grignani.
El 7 de septiembre de 2003 se casa con Francesca (su fotógrafa). A finales de octubre publica el Succo di vita (Jugo de la vida), que contiene sus éxitos más famosos remasterizados digitalmente y dos inéditos: «Mi stracci il cuore» (Perderé el control) y «Succo di vita», que se convierte en el título de un sucesivo DVD con material inédito y una selección de los mejores videos grabados por Grignani.
El año 2005 se abre con el nacimiento de su primogénita Ginebra (el 17 de enero). En espera de la salida del nuevo CD Il re del niente (El rey de nada), el sexto disco de canciones inéditas, Gianluca Grignani es premiado en Saint Vincent con la Grolla d’Oro por el Cinema 2005 gracias a la canción «Che ne sarà di noi», compuesta en colaboración con Andrea Guerra (hijo del poeta Tonino Guerra) por la banda sonora del film homónimo del guionista Silvio Muccino.
Grignani recibió el premio Lunezia por la canción titulada «Bambina da lo spazio» (Niña del espacio) escrita para su hija. Posteriormente con la noticia del secuestro y asesinato de un pequeño de nombre Tomasso, Grignani escribió en el foro oficial que la canción «Bambina dallo spazio», antes dedicada a su hija, la cantaría de ese momento en adelante por el pequeño Tomasso.
Participó en Sanremo con el sencillo «Liberi di sognare» (libres de soñar) siendo el primero en ser invitado y confirmado. Desgraciadamente fue descalificado por el jurado no siendo muy bien aceptado este resultado por sus seguidores. Entre sus participaciones más recientes nos encontramos con «Succeso italiano» y «Affari tuoi». En 2007 promovió su disco Il re del Niente.
Ha participado en varias películas italianas y ha compartido escenario en duetos con Laura Pausini y muchos artistas de su país en discos y festivales.

## Vida personal
De 2003 a 2020 estuvo casado con Francesca Dall'Olio, donde nacieron cuatro hijos: Ginevra, Giselle, Giousuè y Giona.

## Discografía

### Álbumes de estudio
- 1995 - Destinazione Paradiso
- 1995 - Destino Paraíso
- 1996 - La Fabbrica di Plastica
- 1998 - Campi di Popcorn
- 2000 - Sdraiato Su Una Nuvola
- 2000 - Sentado en una nube
- 2002 - Uguali e Diversi
- 2002 - Iguales y Distintos: Mi Historia
- 2005 - Il Re del Niente
- 2006 - Il Re del Niente (Sanremo Edition)
- 2008 - Cammina Nel Sole
- 2010 - Romantico Rock Show
- 2011 - Natura Umana
- 2014 - A Volte Esagero
- 2015 - A Volte Esagero (Sanremo Edition)
- 2016 - Una strada in mezzo al cielo

### Álbumes recopilatorios
- 1999 - Il Giorno Perfetto
- 2003 - Succo di Vita
- 2009 - Best Of Gianluca Grignani
- 2015 - The Platinum Collection

### DVD
- 2003 - Succo di vita... in video
- 2009 - Best Of
- 2016 - Una strada in mezzo al cielo

### Sencillos y videos
- 1994 - La mia storia tra le dita/Video
- 1994 - Mi historia entre tus dedos/Video (1995 en España, Latinoamérica y México)
- 1995 - Destinazione paradiso/Video
- 1995 - Destino Paraíso/Video (en España, Latinoamérica y México)
- 1995 - Falco a metà
- 1995 - Halcón a medias (en España, Latinoamérica y México)
- 1995 - Primo Treno Per Marte
- 1995 - Primer Tren a Marte (en España, Latinoamérica y México)
- 1996 - La Fabbrica Di Plastica/Video
- 1996 - L'Allucinazione
- 1996 - Solo cielo
- 1998 - Baby Revolution/Video
- 1998 - Baby Revolution (Español)/Video (en España, Latinoamérica y México)
- 1998 - Mi Piacerebbe Sapere/Video
- 1998 - Me Gustaría Saber/Video (en España, Latinoamérica y México)
- 1998 - Scusami Se Ti Amo
- 1998 - Discúlpame Si Te Amo (en España, Latinoamérica y México)
- 1998 - Campi di Pop Corn
- 1998 - La Canzone
- 1999 - Il Giorno Perfetto/Video
- 1999 - El Día Perfecto/Video (en España, Latinoamérica y México)
- 2000 - Speciale/Video
- 2000 - Especial/Video (en España, Latinoamérica y México)
- 2000 - Le Mie Parole/Video
- 2000 - Mis Palabras/Video (en España, Latinoamérica y México)
- 2001 - Quella Per Me
- 2001 - La Que Es Para Mí (en España, Latinoamérica y México)
- 2002 - Uguali E Diversi/Video
- 2002 - Iguales y Distintos/Video (en España, Latinoamérica y México)
- 2002 - Lacrime Dalla Luna
- 2002 - Lágrimas de La Luna (en España, Latinoamérica y México)
- 2002 - L'Aiuola (Remezcla)
- 2002 - L'Aiuola/Video
- 2002 - Las Flores/Video (en España, Latinoamérica y México)
- 2002 - L'Estate/Video
- 2002 - El Verano/Video (en España, Latinoamérica y México)
- 2002 - Lady Miami
- 2003 - Mi Stracci Il Cuore/Video
- 2003 - Succo Di Vita/Video
- 2004 - Che ne sarà di noi/Video
- 2005 - Bambina Dallo Spazio/Video
- 2005 - Arrivi Tu
- 2005 - Il Re Del Niente/Video
- 2006 - Liberi Di Sognare/Video
- 2008 - Cammina nel sole/Video
- 2008 - Ciao e arrivederci/Video
- 2008 - Vuoi vedere che ti amo con L'Aura
- 2010 - Sei Sempre Stata Mia
- 2010 - Il Più Fragile
- 2010 - Sei unica/Video
- 2011 - Romantico Rock Show/Video
- 2011 - Allo stesso tempo/Video
- 2011 - Un ciao dentro un addio/Video
- 2011 - Natura umana/Video
- 2012 - Sguardi/Video
- 2012 - Le scimmie parlanti/Video
- 2014 - Non voglio essere un fenómeno/Video
- 2014 - A volte esagero/Video
- 2014 - L'amore che non sai/Video
- 2015 - Sogni infranti/Video
- 2015 - Fuori dai guai (con Emis Killa)
- 2016 - Una donna così
- 2016 - Una strada in mezzo al cielo
- 2016 - Madre
- 2020 - Tu che ne sai di me
- 2020 - Dimmi cos'hai
- 2020 - Non dirò il tuo nome
- 2021 - I bei momenti
- 2022 - A Long Goodbye
- 2023 - Quando ti manca il fiato

## Autor
- 2008 - Prima che esci (Antes de Irte) - Laura Pausini (Primavera in anticipo)

## Duetos
- Con Custodie Cautelari: Il tempo di morire (de Lucio Battisti)
- Con Carmen Consoli: L´allucinazione
- Con Ima: Angeli di città desde el álbum Pardonne moi si je t'aime
- Con Irene Grandi: La fabbrica di plastica e Sconvolto così
- Con Nomadi: Cammina nel sole (III noche del 58° Festival di San Remo 2008), Io vagabondo
- Con Antonella Ruggiero: Destinazione paradiso
- Con L'Aura: Vuoi vedere che ti amo sencillo octubre de 2008
- Con Claudio Baglioni y Noemi: Quanto ti voglio (2010)
- Con Pierdavide Carone, dirigidos por Lucio Dalla San Remo 2012. Tema: Nanni

## Filmografía
- Branchie (1999)